# Tullio Lanese
Tullio Lanese (Messina, 1947. január 10. – 2025. március 1.) olasz nemzetközi  labdarúgó-játékvezető. Polgári foglalkozása rendőr.

## Pályafutása

### Nemzeti játékvezetés
A játékvezetői vizsgát 1965-ben tette le. A küldési gyakorlat szerint rendszeres partbírói tevékenységet is végzett. 1978-ban az országos Serie B/C, 1982-től a Serie A játékvezetője. A nemzeti játékvezetéstől 1993-ban vonult vissza. Első ligás mérkőzéseinek száma: 159.

#### Nemzeti kupamérkőzések
Vezetett kupadöntők száma: 3.

##### Olasz labdarúgókupa
| Időpont          | Helyszín                  | Mérkőzés típusa   | Mérkőzés                | Eredmény |
| ---------------- | ------------------------- | ----------------- | ----------------------- | -------- |
| 1986. június 14. | Olimpiai Stadion, Róma    | döntő 2. mérkőzés | AS Roma–UC Sampdoria    | 2 – 0    |
| 1989. június 7.  | San Paolo Stadion, Nápoly | döntő 1. mérkőzés | SSC Napoli–UC Sampdoria | 1 – 0    |

##### Olasz labdarúgó-szuperkupa
| Időpont             | Helyszín                       | Mérkőzés típusa | Mérkőzés             | Eredmény |
| ------------------- | ------------------------------ | --------------- | -------------------- | -------- |
| 1991. augusztus 24. | Luigi Ferraris Stadion, Genova | döntő           | UC Sampdoria–AS Roma | 1 – 0    |

### Nemzetközi játékvezetés
Az Olasz labdarúgó-szövetség Játékvezető Bizottsága (JB) terjesztette fel nemzetközi játékvezetőnek, a Nemzetközi Labdarúgó-szövetség (FIFA) 1985-től tartotta nyilván bírói keretében. A FIFA JB központi nyelvei közül a angolt beszéli. 
Több nemzetek közötti válogatott és klubmérkőzést vezetett, vagy működő társának partbíróként segített. Az olasz nemzetközi játékvezetők rangsorában, a világbajnokság-Európa-bajnokság sorrendjében többedmagával az 5. helyet foglalja el 11 találkozó szolgálatával. Az aktív nemzetközi játékvezetéstől 1992-ben vonult vissza. Nemzetközi mérkőzéseinek száma: 38. Válogatott mérkőzéseinek száma: 11.

#### Labdarúgó-világbajnokság

##### U20-as labdarúgó-világbajnokság
Szaúd-Arábia rendezte az 1989-es ifjúsági labdarúgó-világbajnokságot, ahol a FIFA JB mérkőzésvetőként alkalmazta.

###### 1989-es ifjúsági labdarúgó-világbajnokság
| Időpont           | Helyszín                | Mérkőzés típusa              | Mérkőzés             | Eredmény | Nézők száma |
| ----------------- | ----------------------- | ---------------------------- | -------------------- | -------- | ----------- |
| 1989. február 22. | Városi Stadion, Dammam  | csoportmérkőzés (B. csoport) | Kolumbia–Szovjetunió | 1 – 3    | 9770        |
| 1989. február 25. | Városi Stadion, Dzsidda | egyik negyeddöntő            | Brazília–Argentína   | 1 – 0    | 35 000      |

---
A világbajnoki döntőhöz vezető úton Olaszországba a XIV., az 1990-es labdarúgó-világbajnokságra a FIFA JB bíróként alkalmazta. A FIFA elvárásának megfelelően, ha nem vezetett, akkor valamelyik működő társának segített partbíróként. Egy csoportmérkőzésen 2. pozícióban szolgált partbíróként. Világbajnokságon vezetett mérkőzéseinek száma: 3 + 1 (partbíró).

##### 1990-es labdarúgó-világbajnokság

###### Selejtező mérkőzés
| Időpont            | Helyszín                         | Mérkőzés típusa           | Mérkőzés                  | Eredmény | Nézők száma |
| ------------------ | -------------------------------- | ------------------------- | ------------------------- | -------- | ----------- |
| 1988. november 2.  | Práter Stadion, Bécs             | előselejtező (3. csoport) | Ausztria–Törökország      | 3 – 2    | 27 000      |
| 1989. április 29.  | Parc des Princes Stadion, Párizs | előselejtező (5. csoport) | Franciaország–Jugoszlávia | 0 – 0    | 34 287      |
| 1989. november 15. | Steaua Stadion, Bukarest         | előselejtező (1. csoport) | Románia–Dánia             | 3 – 1    | 28 000      |

###### Világbajnoki mérkőzés
| Időpont          | Helyszín                   | Mérkőzés típusa              | Mérkőzés             | Eredmény | Nézők száma |
| ---------------- | -------------------------- | ---------------------------- | -------------------- | -------- | ----------- |
| 1990. június 10. | Delle Alpi Stadion, Torino | csoportmérkőzés (C. csoport) | Brazília– Svédország | 2– 1     | 62 000      |
| 1990. június 21. | Friuli Stadion, Udine      | csoportmérkőzés (E. csoport) | Uruguay–Dél-Korea    | 0 – 1    | 29 000      |
| 1990. június 23. | San Paolo Stadion, Nápoly  | egyik nyolcaddöntő           | Kamerun–Kolumbia     | 2 – 1    | 50 000      |

#### Labdarúgó-Európa-bajnokság
Az európai-labdarúgó torna döntőjéhez vezető úton Svédországba a IX., az 1992-es labdarúgó-Európa-bajnokságra az UEFA JB játékvezetőként foglalkoztatta.

##### 1992-es labdarúgó-Európa-bajnokság

###### Selejtező mérkőzés
| Időpont              | Helyszín                                            | Mérkőzés típusa           | Mérkőzés                    | Eredmény | Nézők száma |
| -------------------- | --------------------------------------------------- | ------------------------- | --------------------------- | -------- | ----------- |
| 1990. október 17.    | Wembley Stadion, London                             | előselejtező (7. csoport) | Anglia–Lengyelország        | 2 – 0    | 77 040      |
| 1991. február 20.    | Parc des PrincesStadion, Párizs                     | előselejtező (1. csoport) | Franciaország–Spanyolország | 3 – 1    | 41 174      |
| 1991. szeptember 11. | Wankdorf Stadion, Bern                              | előselejtező (2. csoport) | Svájc–Skócia                | 2 – 2    | 48 000      |
| 1991. november 20.   | Constant vanden Stock Parc Astrid Stadion, Brüsszel | előselejtező (5. csoport) | Németország–Belgium         | 1 – 0    | 27 000      |

###### Európa-bajnoki mérkőzés
| Időpont          | Helyszín                   | Mérkőzés típusa | Mérkőzés               | Eredmény | Nézők száma |
| ---------------- | -------------------------- | --------------- | ---------------------- | -------- | ----------- |
| 1992. június 21. | Råsunda Stadion, Stockholm | egyik elődöntő  | Svédország–Németország | 1 – 1    | 38 000      |

#### Olimpiai játékok
Az 1988. évi nyári olimpiai játékok labdarúgó tornájának végső szakaszán a FIFA JB játékvezetőként foglalkoztatta.

##### 1988. évi nyári olimpiai játékok
| Időpont              | Helyszín                | Mérkőzés típusa              | Mérkőzés              | Eredmény | Nézők száma |
| -------------------- | ----------------------- | ---------------------------- | --------------------- | -------- | ----------- |
| 1988. szeptember 18. | Goodeok Stadion, Puszan | csoportmérkőzés (C. csoport) | Dél-Korea–Szovjetunió | 0 – 0    | 30 000      |

#### Nemzetközi kupamérkőzések
Vezetett mérkőzéseinek száma: 1.

##### Bajnokcsapatok Európa-kupája
A 37. játékvezető – a 4. olasz – aki BEK döntőt vezetett.
| Időpont         | Helyszín                 | Mérkőzés típusa | Mérkőzés                                | Eredmény | Nézők száma |
| --------------- | ------------------------ | --------------- | --------------------------------------- | -------- | ----------- |
| 1991. május 29. | San Nicola Stadion, Bari | döntő           | FK Crvena zvezda–Olympique de Marseille | 0 – 0    | 56 000      |

## Sportvezetői pályafutása
- Aktív pályafutását befejezve 1994-1998 között az Olasz Labdarúgó-szövetség (AIA)
- 2006-ig az UEFA JB játékvezető ellenőre.
- 2006-ban jelentős szerepet vállalt több mérkőzés eredményének manipulálásában. A kirobbant sportszerűtlenségi botrány bírósági szakaszában beigazolódottak a vádak, ezért a bíróság 2 és félév börtönbüntetésre ítélte, fellebbezést követően egy évre mérsékelve.

## Szakmai sikerek
A IFFHS (International Federation of Football History & Statistics) 1987-2011 évadokról tartott nemzetközi szavazásán 151, játékvezető besorolásával minden idők 47, legjobb bírójának rangsorolta, holtversenyben Carlos Amarilla társaságában. A 2008-as szavazáshoz képest 15 pozíciót hátrább lépett.

## Politikai pályafutása
2008-ban Szicíliában az UDC politikai párt színeiben indult a választásokon, de nem kapott elég szavazatot.